# Punga cu libelule
Punga cu libelule este un film românesc din 1981 regizat de Manole Marcus. Rolurile principale au fost interpretate de actorii Marcel Iureș, Enikö Szilágyi și Ion Caramitru.

## Rezumat
Luptători din rezistență aruncă în aer depozite de muniții dintr-un port dunărean românesc și un convoi de nave care transporta armament pentru trupele germane.

## Distribuție
- Marcel Iureș — lt. Dimitrie Turda, fiul gen. Turda, erou de război[1]
- Enikö Szilágyi — Martha Grumăzescu, cântăreață de cabaret
- Ion Caramitru — Aristotel Cristureanu, chestorul poliției Brăilei
- Gheorghe Visu — Dincă Preda, informator al Siguranței
- Catrinel Paraschivescu — Emilia Preda, sora lui Dincă, profesoară de istorie la Tecuci
- Lucian Iancu — Chiorul, un fost militar pretins invalid
- Olimpia Arghir — Fana, mama lui Dincă și a Emiliei
- Victor Rebengiuc — colonelul german Wilhelm (Willy) von Klass
- Mihai Pălădescu — gen. (r.) Remus Turda, „eroul de la Robinești”
- Elisabeta Fazekas — Matilda, cântăreață de cabaret
- Dan Condurache — Matei Verișteanu, logodnicul Emiliei, ilegalist comunist
- Ștefan Sileanu — barcagiul Pavelescu, ilegalist comunist
- Dem Niculescu — comisarul de poliție
- Aurel Giurumia — crâșmarul Nae din portul Brăilei
- Valentin Plătăreanu — șeful de sală de la cabaretul „La găina cu ouă de aur”
- Dumitru Palade — activistul comunist aflat în închisoare
- Liliana Tudor
- Ion Punea
- Adriana Gădălean
- Ion Albu
- Irina Georgescu
- Dumitru Dimitrie
- Luminița Sicoe
- George Buznea
- Petre Tanasievici
- Vasile Popa — agent al Siguranței
- Mihai Adrian
- Florin Marinescu
- Valeriu Arnăutu
- Tania Filip (menționată Tatiana Filip)

## Coloana sonoră
- la pian - Ionel Tudor
- „Morărița” de Vasile Vasilache Junior - interpretă Enikő Szilágyi
- „Și se duc ca vântul” de Elly Roman - interpretă Liana Lungu

## Primire
Filmul a fost vizionat de 2.066.198 de spectatori în cinematografele din România, după cum atestă o situație a numărului de spectatori înregistrat de filmele românești de la data premierei și până la data de 31 decembrie 2014 alcătuită de Centrul Național al Cinematografiei.
- 1981 - ACIN - Premiul pentru coloana sonoră